# Let's Dance to Joy Division
Let's Dance to Joy Division is de tweede single van de Britse post-punkband The Wombats.
De single verscheen op 15 oktober 2007, allereerst als download. Een week later verscheen ze als cd-single en twee 7-inch vinylsingles. Ze bereikte de negende plaats in de UK Singles Chart en de tweede plaats in de Nederlandse Kink 40. Het nummer kwam op 18 binnen in de Nederlandse Mega Top 50 en op 30 in de Nederlandse Top 40.
De tekst van het nummer gaat over hoe leadzanger en gitarist Matthew "Murph" Murphy dronken werd en samen met diens vriendin op een tafel begon te dansen op het nummer Love Will Tear Us Apart van de eveneens Britse band Joy Division.

## B-kant
Op de 7-inch vinyl-versie van de single bevindt zich op de B-zijde een verborgen track. In dit nummer zingt bassist Tord Øverland-Knudsen de tune van Pieter Post in het Noors. Dit nummer wordt regelmatig opgevoerd tijdens live-optredens van de band.

## 3FM Serious Request
Tijdens de 3FM Serious Request-actie van 2007, waarbij drie radio-dj's in het Glazen Huis op 't Plein in Den Haag zitten, wordt het liedje Let's Dance to Joy Division het meest aangevraagd en het eindigt in de Top Serious Request, die wordt afgespeeld in de week na de Serious Request-actie, op nummer 1.

## Hitnoteringen
| Let's Dance to Joy Division in de Nederlandse Top 40 - binnen: 19 januari 2008 | Let's Dance to Joy Division in de Nederlandse Top 40 - binnen: 19 januari 2008 | Let's Dance to Joy Division in de Nederlandse Top 40 - binnen: 19 januari 2008 | Let's Dance to Joy Division in de Nederlandse Top 40 - binnen: 19 januari 2008 | Let's Dance to Joy Division in de Nederlandse Top 40 - binnen: 19 januari 2008 |
| Week                                                                           | 1                                                                              | 2                                                                              | 3                                                                              | 4                                                                              |
| ------------------------------------------------------------------------------ | ------------------------------------------------------------------------------ | ------------------------------------------------------------------------------ | ------------------------------------------------------------------------------ | ------------------------------------------------------------------------------ |
| Nummer                                                                         | 30                                                                             | 31                                                                             | 36                                                                             | uit                                                                            |

| Let's Dance to Joy Division in de Mega top 50 binnenkomst: 5 januari 2008 | Let's Dance to Joy Division in de Mega top 50 binnenkomst: 5 januari 2008 | Let's Dance to Joy Division in de Mega top 50 binnenkomst: 5 januari 2008 | Let's Dance to Joy Division in de Mega top 50 binnenkomst: 5 januari 2008 | Let's Dance to Joy Division in de Mega top 50 binnenkomst: 5 januari 2008 | Let's Dance to Joy Division in de Mega top 50 binnenkomst: 5 januari 2008 | Let's Dance to Joy Division in de Mega top 50 binnenkomst: 5 januari 2008 |
| Week                                                                      | 1                                                                         | 2                                                                         | 3                                                                         | 4                                                                         | 5                                                                         | 6                                                                         |
| ------------------------------------------------------------------------- | ------------------------------------------------------------------------- | ------------------------------------------------------------------------- | ------------------------------------------------------------------------- | ------------------------------------------------------------------------- | ------------------------------------------------------------------------- | ------------------------------------------------------------------------- |
| Nummer                                                                    | 18                                                                        | 16                                                                        | 23                                                                        | 33                                                                        | 46                                                                        | uit                                                                       |